# Turiec (region)

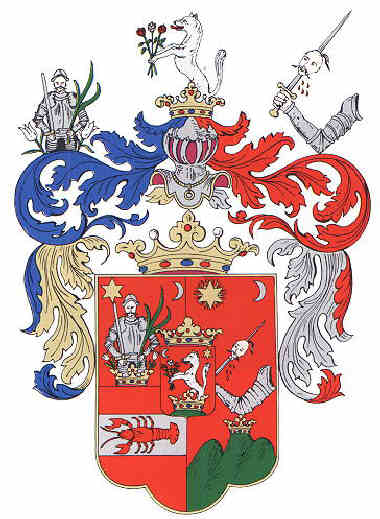
Herb

Turiec (węg. Túrótz / Túrócz / Túróc / Turóc, niem. Turz, łac. Thurotzium) – kraina historyczna w środkowej Słowacji, obejmująca Kotlinę Turczańską oraz zbocza otaczających ją pasm górskich aż po ich główne grzbiety.

Nazwa krainy pochodzi od nazwy zamku Turiec (obecnie znany pod nazwą Zniev), będącego pierwszą siedzibą dawnego komitatu turczańskiego.
Komitat turczański powstał na początku XIV w. przez wydzielenie jego ziem z istniejącego już wcześniej wielkiego komitatu zwoleńskiego. Od końca I połowy XIV w. stał się Turiec jednostką samorządu ziemskiego (szlacheckiego; w historiografii słowackiej: Turčianska stolica), a w r. 1849 – jednostką węgierskiej administracji państwowej (żupy, słow. Turčianska župa), funkcjonującą do 1918 r. Powierzchnia żupy turczańskiej wynosiła w końcu XIX w. 1123 km².
Obecnie nazwą Turiec określa się region, obejmujący tereny dawnej żupy turczańskiej (aktualnie: powiat Martin i powiat Turčianske Teplice w kraju żylińskim).
Od początku XIII w. zaczęły w Turcu powstawać zamki obronne. Najstarszym z nich jest wspomniany wyżej Zniev, wzmiankowany w 1234 r. Zniev niedługo pełnił jednak funkcję siedziby komitatu turczańskiego. Ze względu na dogodniejsze położenie komunikacyjne przy ruchliwym szlaku handlowym, tzw. Via Magna biegnącej podnóżami Wielkiej Fatry, wkrótce stał się nią zamek Sklabinia, wspominany po raz pierwszy w końcu I połowy XIII w. Pod władzą sklabińskich kasztelanów znajdowała się cała dolna część Kotliny Turczańskiej aż po Trebostovo. Jako ostatni powstał w Turcu zamek Blatnica, wspominany po raz pierwszy w 1300 r.